# بچه‌ها سلامت باشید
بچه‌ها سلامت باشید یک مجموعهٔ تلویزیونی عروسکی بود که در دههٔ شصت خورشیدی از سیمای جمهوری اسلامی ایران پخش می‌شد. هدف عمده از ساخت این برنامه بالا بردن سطح بهداشت و سلامتی کودکان و نوجوانان بود. این مجموعه مجدداً در دههٔ ۹۰ شمسی از شبکه نسیم بازپخش شد.